# Ким Ки Дук
В това корейско име фамилията Ким стои пред личното име.
Ким Ки Дук (на корейски: 김기덕корейско произношение: [kimɡidʌk]) е южнокорейски режисьор.
Известен е със своите идиосинкретични произведения на кинематографското изкуство. Филмите му имат множество награди от кинофестивални програми, което го прави един от най-значимите азиатски филмови режисьори. Най-големите му награди са:
- Златен лъв на 69-о издание на Международния филмов фестивал във Венеция за филма „Пиета“;
- Сребърен лъв в категорията за най-добър режисьор на Международния филмов фестивал във Венеция за филма „3-Iron“ („Стик № 3“);
- Сребърна мечка в категория за най-добър режисьор на Международния филмов фестивал в Берлин за филма „Samaria“;
- специална награда „Различен поглед“ през 2011 г. на Филмовия фестивал в Кан за филма „Arirang“.

Неговият най-известен филм „Пролет, Лято, Есен, Зима...и Пролет“ (2003) е включен в списъка на критика Роджър Еберт за велики филми. Негови 2 филма са номинирани от Американската филмова академия за най-добър чуждестранен филм като предложение от Южна Корея. Предоставял е свои сценарии на помощник-режисьорите си, включително за Jai-hong (Beautiful и Poongsan) и за Jang Hoon (Rough Cut).

## Биография
Ким Ки Дук е роден на 20 декември 1960 г. в Богнгва, провинция в северен Гейонгсан, в Южна Корея. Изучава изящни изкуства в Париж между 1990 и 1993 г.
След като се завръща в Южна Корея, Ким започва своята кариера като сценарист и печели първа награда за сценария от Корейския филмов съвет през 1995 г.
През следващата година дебютира като режисьор с нискобюджетен филм, озаглавен „Крокодил“ (1996). Филмът получава сензационни отзиви от филмовите критици на Южна Корея.
Международният му пробив е с филма „Островът“ - на Международния филмов фестивал в Торонто. Филмът му „Истинска фантастика“ (2000) е поставен на 23-то място на Московския международен филмов фестивал.
През 2004 г. получава награда за най-добър режисьор от два различни филмови фестивала. На Международния филмов фестивал в Берлин е награден за „Самарянката“ (2004), а във Венеция печели за „Стик № 3“ (2004).
През 2011 г. получава награда Различен поглед за документалния си филм „Arirang“ в категория за най-добър филм на филмовия фестивал в Кан.
През 2012 г. филмът му „Пиета“ получава Златен лъв във Венеция и е първият корейски филм, който получава награда в категория за най-добър филм на три от най-големите филмови фестивали – във Венеция, Берлин и Кан.
Умира на 11 декември 2020 г. в Рига, Латвия, от усложнения, причинени от COVID-19.

## Публични спорове
Британският съвет за филмови класификации забавя прожекциите на филма „Островът“ (2000) в Обединеното кралство заради наличието на насилие върху животни във филма. За спорните сцени с жаба, която е пребита и одрана до смърт, както и за риба, която е разчленена, режисьорът коментира: „Сготвихме всичката риба, която използвахме във филма и я изядохме, изразявайки своята признателност. Извършили сме доста жестокости в моите филми. И ще изпитвам чувство на вина до края на живота си.“
Пред американски репортер, който коментира тези сцени като „много смущаващи и изглежда са пречка за приемането... или разпростанението на филма в други държави“, Ким коментира: „Да, притеснява ме този факт. Но по начина, по който аз го виждам, с храната, която ядем всеки ден, е същото. В Америка ядете говеждо, свинско и убивате всички тези животни. И хората, които ядат тези животни, не се интересуват, че са били заклани. Животните са част от този консуматорски цикъл. Изглежда доста по-жестоко на екрана, но всъщност няма разлика. И да, има културни различия и може би американците ще имат проблем с това, но ако могат да бъдат малко по-сензитивни към това, което е приемливо в различните държави, се надявам, че няма да имат чак толкова главоболия за това, което е показано на екрана.“
Друг публичен спор, който се върти около предполагаемата мизогиния, демонстрирана във филмите му, обявявана от корейските феминистки като „опасен пенис фашизъм“.

### Обвинения в сексуален тормоз
През 2017 г. анонимна актриса излиза с твърдения, че е била нападната от Ким на снимачната площадка на неговия филм „Moebius“. Тя твърди, че той я е ударил няколко пъти, притискайки я да участва в сексуална сцена, за която не се е била съгласила предварително. През 2018 г. поне три жени обвиняват Ким в сексуално посегателство. Ким ги определи като фалшиви обвинения и повдигна дело за клевета срещу обвинителите.
През януари 2019 г. съдът осъжда Ким да плати 4450 долара (5 милиона корейски уони) глоба за нападението, но отхвърля обвинението за сексуално посегателство поради липса на доказателства. Впоследствие Ким осъжда актрисата за фалшиви обвинения. Още следващия месец Ким завежда дело срещу група за правата на жените заради „вреди“, причинени от групата срещу него.

## Филмография
| Година | Българско заглавие                     | Английско заглавие                         | Корейско заглавие                         | Режисьор | Продуцент | Сценарист | Редактор | Бележки                                          |
| ------ | -------------------------------------- | ------------------------------------------ | ----------------------------------------- | -------- | --------- | --------- | -------- | ------------------------------------------------ |
| 1996   | ??                                     | Crocodile                                  | на корейски: 악어                         | Да       |           | Да        |          |                                                  |
| 1996   | ??                                     | Wild Animals                               | на корейски: 야생동물 보호구역            | Да       |           | Да        |          |                                                  |
| 1998   | „Хотел за птици“                       | Birdcage Inn                               | на корейски: 파란 대문                    | Да       |           | Да        |          |                                                  |
| 2000   | „Островът“                             | The Isle                                   | на корейски: 섬                           | Да       |           | Да        |          |                                                  |
| 2000   | ??                                     | Real Fiction                               | на корейски: 실제 상황                    | Да       |           | Да        |          |                                                  |
| 2001   | ??                                     | Address Unknown                            | на корейски: 수취인불명                   | Да       |           | Да        |          |                                                  |
| 2001   | „Лошо момче“                           | Bad Guy                                    | на корейски: 나쁜 남자                    | Да       |           | Да        |          |                                                  |
| 2002   | ??                                     | The Coast Guard                            | на корейски: 해안선                       | Да       |           | Да        |          |                                                  |
| 2003   | „Пролет, лято, есен, зима... и пролет“ | Spring, Summer, Fall, Winter... and Spring | на корейски: 봄 여름 가을 겨울 그리고 봄  | Да       |           | Да        | Да       | „Играе също и главна роля (като възрастния Монк) |
| 2004   | ??                                     | Samaritan Girl                             | на корейски: 사마리아                     | Да       | Да        | Да        | Да       |                                                  |
| 2004   | ??                                     | 3-Iron                                     | на корейски: 빈 집                        | Да       | Да        | Да        | Да       |                                                  |
| 2005   | ??                                     | The Bow                                    | на корейски: 활                           | Да       | Да        | Да        | Да       |                                                  |
| 2006   | ??                                     | Time                                       | на корейски: 시간                         | Да       | Да        | Да        | Да       |                                                  |
| 2007   | ??                                     | Breath                                     | на корейски: 숨                           | Да       |           | Да        |          |                                                  |
| 2008   | ??                                     | Dream                                      | на корейски: 비몽                         | Да       | Да        | Да        | Да       |                                                  |
| 2008   | ??                                     | Beautiful                                  | на корейски: 아름답다                     |          | Да        | Да        |          |                                                  |
| 2008   | ??                                     | Rough Cut                                  | на корейски: 영화는 영화다                |          | Да        | Да        |          |                                                  |
| 2010   | ??                                     | Secret Reunion                             | на корейски: 의형제                       |          |           | Да        |          | Неспоменат                                       |
| 2011   | ??                                     | Arirang                                    | на корейски: 아리랑                       | Да       | Да        | Да        | Да       | Драматичен автобиографичен филм                  |
| 2011   | ??                                     | Amen                                       | на корейски: 아멘                         | Да       | Да        | Да        | Да       |                                                  |
| 2011   | ??                                     | Poongsan                                   | на корейски: 풍산개                       |          | Да        | Да        |          |                                                  |
| 2012   | ??                                     | Pietà                                      | на корейски: 피에타                       | Да       | Да        | Да        | Да       |                                                  |
| 2013   | ??                                     | Moebius                                    | на корейски: 뫼비우스                     | Да       | Да        | Да        | Да       |                                                  |
| 2013   | ??                                     | Rough Play                                 | на корейски: 배우는 배우다                |          | Да        | Да        |          |                                                  |
| 2013   | ??                                     | Red Family                                 | на корейски: 붉은 가족                    |          | Да        | Да        | Да       |                                                  |
| 2014   | ??                                     | One on One                                 | на корейски: 일대일                       | Да       | Да        | Да        | Да       |                                                  |
| 2014   | ??                                     | Godsend                                    | на корейски: 신의 선물                    |          | Да        | Да        |          |                                                  |
| 2015   | ??                                     | Stop                                       | на корейски: 스톱                         | Да       | Да        | Да        | Да       |                                                  |
| 2015   | ??                                     | Made in China                              | на корейски: 메이드 인 차이나             |          | Да        | Да        |          |                                                  |
| 2016   | ??                                     | The Net                                    | на корейски: 그물                         | Да       |           | Да        |          |                                                  |
| 2017   | ??                                     | Fork Lane                                  | на корейски: 포크레인                     |          | Да        | Да        |          |                                                  |
| 2018   | ??                                     | Human, Space, Time and Human               | на корейски: 인간, 공간, 시간 그리고 인간 | Да       |           | Да        | Да       |                                                  |
| 2019   | ??                                     | 3000                                       | на корейски: 딘                           | Да       | ?         | ?         | ?        |                                                  |